# Rome (Pennsylvanie)
Pour les articles homonymes, voir Rome (homonymie).
Rome est un borough situé au nord-est de la partie centrale du comté de Bradford, en Pennsylvanie, aux États-Unis,. En 2010, il comptait une population de 441 habitants. Il est fondé en 1796 et incorporé en 1860 ou le 7 février 1861.

## Démographie
Lors du recensement de 2010, le borough comptait une population de 441 habitants. Elle est estimée, le 1er juillet 2019, à 433 habitants.

### Source de la traduction
- (en) Cet article est partiellement ou en totalité issu de l’article de Wikipédia en anglais intitulé « Rome, Pennsylvania » (voir la liste des auteurs).